# Luigi Ossoinack
Luigi Ossoinack (Fiume, 26 giugno 1849 – Fiume, 29 ottobre 1904) è stato un politico e imprenditore ungherese di etnia italiana, nonché autonomista fiumano.

## Biografia
Nato a Fiume allora corpus separatum dell'Impero d'Austria studiò a Lubiana, a Graz e a Vienna, poi cominciò la carriera imprenditoriale a Trieste, Odessa, Londra e New York. 
Nel 1873 tornò a Fiume e aprì in città la sua agenzia per la navigazione marittima, nel 1877 contribuì ad aprire la linea di navigazione tra Fiume e Liverpool. Nel 1878 contribuì ad aprire i Magazzini Generali a Fiume e aprire una riseria per la lavorazione del riso e nel 1888 aprì un'industria per la costruzioni di botti in legno di quercia a Milaka in Slavonia.
Nel 1882 contribuì ad aprire la prima raffineria a Fiume di cui divenne socio e consigliere e nel 1891 aprì la compagnia di navigazione "Oriente" per i commerci verso l'Asia.
Nel 1885 Luigi Ossoinack divenne un membro del consiglio di commercio della città, salendo alla ribalta con le sue idee di sviluppo marittimo e industrializzazione moderna.
Fu infatti lui, insieme a Ettore Catinelli e A. F. Smoquina, a creare la strategia marittima ungherese basata su Fiume, che sarebbe diventata la politica ufficiale del governo ungherese. A lui va attribuita l'apertura del primo moderno magazzino portuale di Fiume. Insieme a Eugenio Bacchich fondò anche una fabbrica di botti e cassapanche in legno. Era uno dei principali azionisti della Royal Hungarian Sea Navigation Company Adria (che fu costituita dopo che fu rilevata la Adria Steam Ship Company, un'impresa nata come unione delle società Cunard, Bailey & Leetham e Burrell and Son a Fiume, dallo stato ungherese), e nel 1891, con il sostegno dell'allora ministro del commercio ungherese Gábor Baross e il capitale degli investimenti del Regno Unito, fondò la sua compagnia di navigazione chiamata Oriente (Orient Magyar Hajózási Részvény- társaság), acquistando tre piroscafi e iniziando a commerciare con i paesi asiatici, al fine di facilitare l'approvvigionamento di riso. Sia Adria che Oriente si sarebbero successivamente trasferiti in un enorme palazzo costruito nel molo centrale di Fiume. Era l'inizio di una marina mercantile ungherese indipendente. Per ottenere ciò, era importante rimuovere la compagnia di navigazione austriaca Lloyd con sede a Trieste dalla posizione favorevole con il governo, cosa per cui Ossoinack aveva fatto pressioni anche nel consiglio di commercio della città, catturando finalmente l'attenzione di Baross e guadagnandosi il suo sostegno all'idea. Adria avrebbe anche dato il via all'esportazione di farina ungherese oltremare, condotta principalmente nei barili prodotti nello stabilimento Ossoinack a Fiume. 
Nel 1896 contribuì alla nascita del Partito Autonomista e alle elezioni del 1901 candidò Riccardo Zanella alla Dieta dell'Ungheria (Országgyűlés) a Budapest contro il candidato ufficiale del partito Franjo Batthjany che vinse le elezioni.
Come agente contribuisce ad aprire la tratta navale della Cunard Line da Fiume a New York, diventando regista dell'operazione.
Nel 1904 all'età di 55 anni per ragioni sconosciute si suicidò, suo figlio Andrea (1876-1965) continuò sulle suo orme politiche e imprenditoriali, ma si allontano dall'autonomismo e si avvicinò all'irredentismo. Venne sepolto nel cimitero monumentale di Cosala.